# Aluterus monoceros
Aluterus monoceros är en fiskart som först beskrevs av Carl von Linné 1758.  Aluterus monoceros ingår i släktet Aluterus och familjen filfiskar. Inga underarter finns listade i Catalogue of Life.

## Bildgalleri

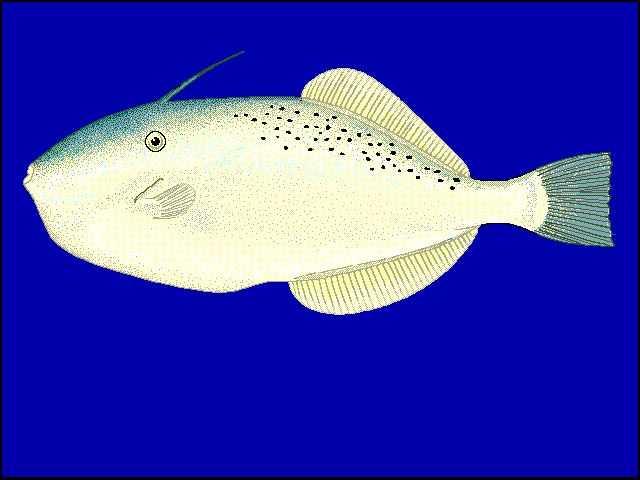